# Literatura de canya i cordill

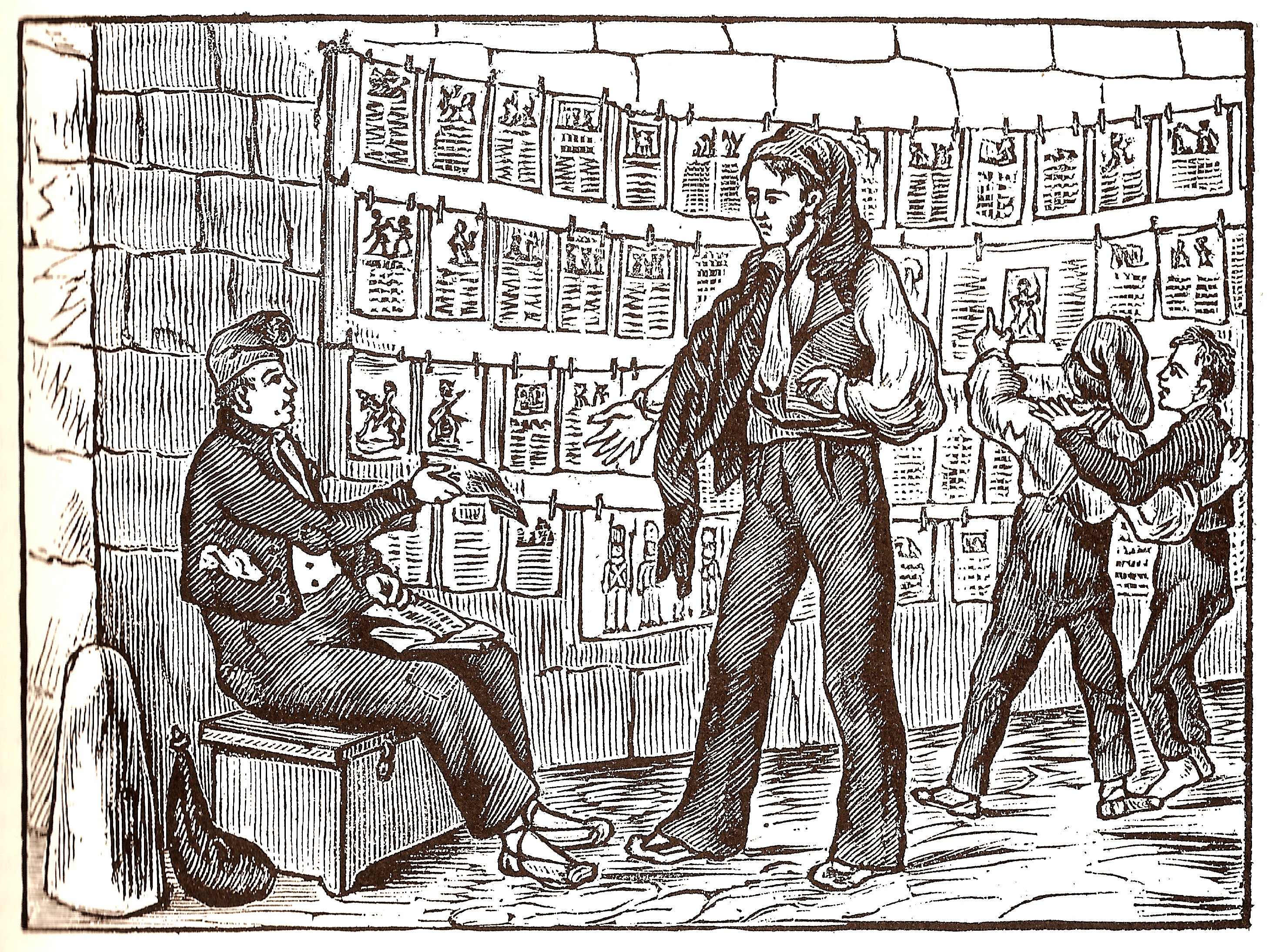
Gravat de 1850 recreant una parada de romanços a la Plaça de Sant Agustí Vell (Barri de la Ribera, Barcelona).

La literatura de canya i cordill o de fil i canya, sorgeix amb el naixement de la impremta i és un gènere de literatura popular d'extensa divulgació, que ha perviscut fins a mitjan segle xx. L'antropòleg i historiador Julio Caro Baroja diu que es un gènere popular fet en vers i d'origen primer oral i després escrit.
Normalment consisteix en un full, o un foli plegat en quatre, o també en llibrets de diverses pàgines, escrits en vers o en prosa que tracten temes variats. El seu nom, "de fil i canya" o "de canya i cordill", els ve donat per la forma en què el producte s'exposava a la venda: els exemplars estaven penjats d'un cordill i agafats amb un tros de canya a manera de pinça, perquè no se'ls emportés el vent.
El format en foli plegat característic dels romanços de canya i cordill, també anomenat plec solt, va ser difós principalment a través dels exemplars que venien cecs i rodamons, transmissors o mediadors entre l'editor i el públic a qui anaven destinats (encara que, de vegades, ells mateixos en fossin els autors i prenguessin part en el negoci). El romanços de canya i cordill o romanços de cec, van ser sobretot mitjans de comunicació de masses. Anaven encapçalats per una xilografia que no sempre lligava prou bé amb el contingut del text. Els venedors els recitaven o cantaven com a reclam, i la gent els adquiria per a llegir-los i repetir-los en reunions d'amics, al cafè o en trobades familiars. El contingut és divers: poden ser relats fantàstics però d'altres expliquen fets històrics o esdeveniments recents, episodis d'una història popular barrejada amb la llegenda o biografies de personatges coneguts. Parlen de fets sensacionals, expliquen contes o transcriuen novel·les, resumeixen obres conegudes, com ara llibres de cavalleries, expliquen malifetes de lladres i bandolers, tenen to de sàtira o són humorades, tracten també de temes religiosos, vides de sants, miracles, novenes, sermons i moralitats, de vegades són pronòstics, o calendaris. També hi havia lloc per a la descripció de costums o per a la denúncia de les condicions de vida de les classes treballadores, per la difusió de les idees i per a la crítica política, ideològica i social, sobretot als segles XIX i XX. Dins d'aquest camp alliçonador, cal destacar els "Diàlegs", els "Col·loquis" i les "Converses", que des de principis del segle xix van tenir molta incidència en la divulgació de la ideologia liberal, o, en el seu cas, conservadora. Les cròniques de successos i els afers amorosos hi abunden, i també les històries truculentes. El text era encomanat per l'editor a un autor especialitzat i, després d'imprimir-lo en fulls o plecs solts de poc preu, el venia a llibreters i aquests als cantaires i recitadors populars, que directament el propagaven i el venien (no havien de ser cecs en realitat). Hom pot considerar el cec difusor o el recitador, com un continuador del joglar de l'edat mitjana, però que passà a viure, a més de la caritat, de la venda del producte imprès.
Van ser moltes les impremtes especialitzades, i la producció de romanços i de literatura de canya i cordill ha estat molt abundant. La major activitat correspon a València, la ciutat més dinàmica de la península Ibèrica en aquest sentit, seguida de Barcelona. Reus, des de mitjans del segle xix, va ser també un important centre productor. Palma i Lleida figuren entre les més antigues.